# Birkensaft

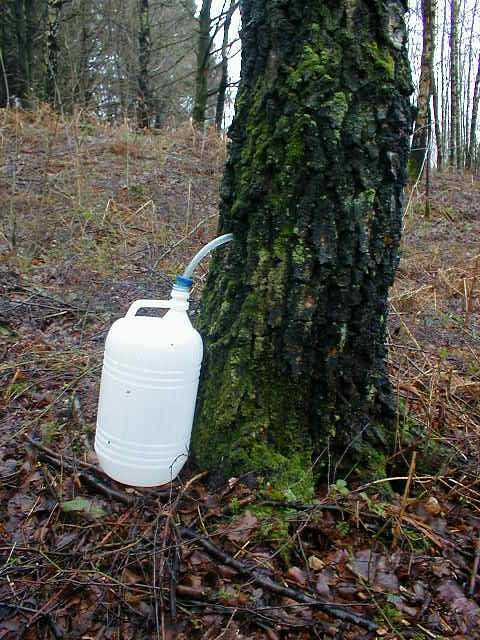
Angezapfte Birke zur Birkensaftgewinnung

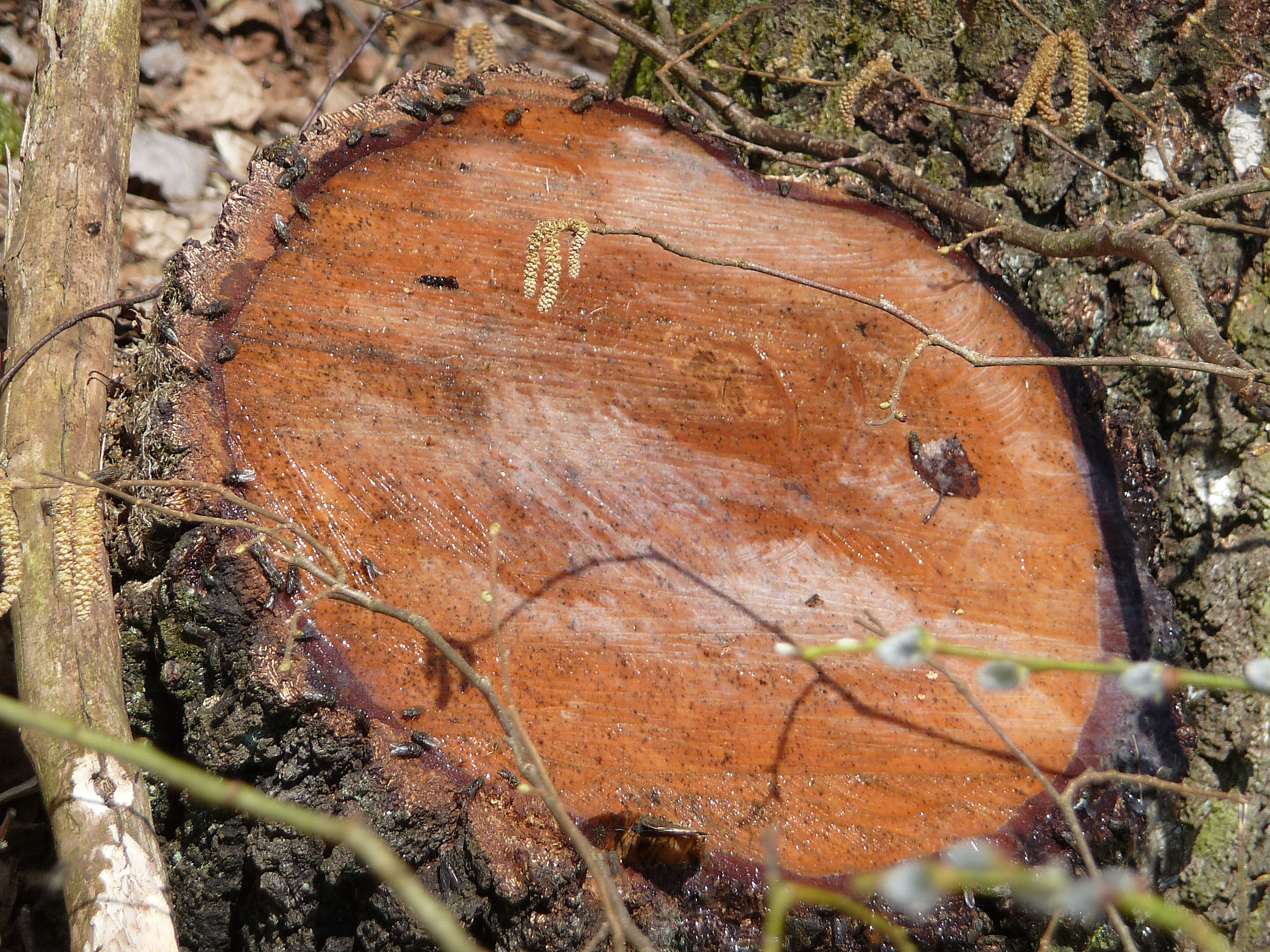
Natürlich austretender Birkensaft an einem Baumstumpf.

Birkensaft (auch Birkenwasser) ist eine klare, farblose Flüssigkeit, die im Frühjahr aus der Birke, insbesondere der Hänge-Birke, abgezapft werden kann. Der Saft tritt auch natürlich aus Wunden der Rinde aus, zum Beispiel tritt er im Frühling an Stümpfen aus und wird von Fliegen und Schmetterlingen aufgesaugt.

## Geschmack und Haltbarkeit
Der Birkensaft hat einen leicht süßlichen, nicht sehr intensiven Geschmack und kann pur getrunken oder nach verschiedenen Rezepturen vergoren werden. Die Haltbarkeit des unbehandelten Saftes beträgt gekühlt wenige Tage.

## Gewinnung
Das Abzapfen des Birkensaftes erfolgt später als beim Ahornsaft, wenn der Bodenfrost bereits verschwunden ist, meist im April. Ansonsten erfolgt die Saftgewinnung genauso wie beim Ahornsaft. Eine dicke Birke mit 50 Zentimeter Brusthöhendurchmesser liefert bis zu 10 Liter Birkensaft pro Tag, bis zu 200 Liter in einem Jahr, abhängig von Wetter und Bohrung. Es wird empfohlen, höchstens 5 Liter pro Tag pro Baum zu zapfen. Der Saftfluss hält maximal zwei Wochen an. Angezapfte Bäume sollten sich anschließend mindestens zwei Jahre lang erholen können.
Für die Gewinnung reicht es, etwa fünf Zentimeter tief durch die Rinde zu bohren, mit einem Durchmesser von rund zwei Zentimetern. Statt des Stammes können große Äste nahe am Stamm auf der Astunterseite angebohrt werden, was ebenso viel Saft liefert wie am Stamm, doch dem Baum weniger schadet. Auch die Wurzeln können angebohrt werden. Das Beschneiden der Zweige ist zur Gewinnung auch möglich. Dabei werden die Zweige in eine Flasche gesteckt und der Saft auf diese Art aufgefangen.
Nach dem Zapfen ist die Bohrung mit Baumwachs zu verschließen, um einer Ausblutung des Baums vorzubeugen.

## Zusammensetzung
Birkensaft enthält 17 Aminosäuren, Mineralien, Enzyme, Proteine, Betulin, Antioxidantien, und Vitamine (B und C). Von Natur aus hat Birkensaft zwischen 0,5 % und 2,0 % Zucker (davon ca. 45 % Fructose, 45 % Glucose und 10 % Saccharose). Xylit, auch Birkenzucker genannt, ist in Birkensaft nicht enthalten, kann aber aus Birkenrinde und aus landwirtschaftlichen Reststoffen wie Maiskolben bei Temperaturen von 200 °C und unter Einsatz von Schwefelsäure gewonnen werden.

## Verbreitung
Waldarbeiter schätzten früher den Birkensaft als Trinkquelle. Die Germanen sollen ihm eine heilende Wirkung zugesprochen haben.
In ländlichen Gegenden Osteuropas, in Skandinavien, in der Ukraine, in Russland und im Norden Chinas wird Birkensaft gezapft. Birkensaft wird in einigen Ländern Osteuropas auch kommerziell vermarktet.

## Medizin
Dem Birkenwasser werden etliche gesundheitsfördernde Eigenschaften nachgesagt, die wissenschaftlich nicht erforscht sind. Der Saft hat einen geringen physiologischen Brennwert, 100 Gramm enthalten etwa 21 kJ (= 5 kcal). In der Volksmedizin gilt er als hilfreich u. a. bei Gicht, Rheumatismus und Haarausfall. Auch als Mittel gegen Schuppen kann das Birkenwasser eingesetzt werden. Birkenwasser gilt als entzündungshemmend und cholesterinsenkend. Eine vermeintliche entgiftende und entschlackende Wirkung soll vorbeugend gegen Cellulite oder Hautunreinheiten wirken. Auf Birkenwasser muss bei Ödemen in Folge von Herzschwäche oder Niereninsuffizienz verzichtet werden sowie bei Darmentzündungen, da der Birkensaft Saponine enthält (Saponine sollen im Darm zur Steigerung der Stoffaufnahme beitragen).